# Berningerus gorilloides
Berningerus gorilloides är en skalbaggsart som beskrevs av Teocchi 1987. Berningerus gorilloides ingår i släktet Berningerus och familjen långhorningar. Inga underarter finns listade.